# Konik Polny. Gry, życie i utopia
Konik Polny. Gry, życie i utopia, tytuł oryginału (ang.) The Grasshopper, Game, Life and Utopia – utwór, którego autorem jest Bernard Suits (1978) uważany za jedną z najważniejszych prac z zakresu filozoficznej teorii gier.

## Tematyka
Tytuł książki nawiązuje do bajki Ezopa Konik Polny i mrówka. Podczas gdy standardowy morał tej bajki wskazuje na wyższość życia roztropnego nad próżniaczym, Suits proponuje odwrócenie tego morału. Trzon książki stanowi dialog Konika Polnego i Sceptyka, dotyczący definicji grania w gry; rozważania te są kontynuacją badań Johanna Huizingii oraz Rogera Caillois) a zarazem polemiką z tezą Ludwiga Wittgensteina o niedefiniowalności gier. Wedle definicji zaproponowanej przez Suitsa:
„Grać w grę to próbować osiągnąć pewien określony stan rzeczy [cel przedludyczny], używając tylko środków dozwolonych przez reguły [środki ludyczne], które zabraniają użycia bardziej skutecznych na rzecz mniej skutecznych środków [reguły konstytutywne] i które akceptuje się tylko dlatego, że umożliwiają taką czynność [postawa ludyczna].”
Definicja ta zostaje następnie rozwinięta i pogłębiona poprzez odparcie szeregu zarzutów dotyczących jej poszczególnych aspektów. Książkę wieńczą rozważania dotyczące utopii, w której konieczność pracy zostałaby wyeliminowana. W takich warunkach życie konika polnego okazałoby się usprawiedliwione, a życie mrówki – absurdalne; wartościowe życie byłoby wypełnione graniem w gry.
Późniejsze wydania zostały uzupełnione o dodatki dotyczące problematyki definiowania grania w gry oraz zabawy.

### Recenzje
- Cooper, W. E. (1982). Bernard Suits, The Grasshopper: Games, Life and Utopia (Toronto: University of Toronto Press 1978), “Canadian Journal of Philosophy”, Volume XII, Number 2, June, 409-415.
- Kontos, A. (1981). Homo ludens, „Canadian Journal of Political and Social Theory”, Vol. 5, No. 1-2 (Winter/Spring), 230-242.
- Paddick, R. J. (1978). The Grasshopper: Games, Life and Utopia. By Bernard Suits. Toronto, University of Toronto Press 1978, “Journal of the Philosophy of Sport”, Vol 6, Issue 1, 1979, 73-78.
- R. Garry Shirts. (1981). The Grasshopper: Games, Life and Utopia by Bernard Suits. University of Toronto Press, Toronto, Canada, 1978, “Simulation and Gaming”, Vol 12, Issue 2, 241-243.

### Źródła wtórne
- Holowchak, M., Barkasi, M. (2008). An Impromptu Visit to Rien-à-Faire. A Tribute to Bernard Suits, “Journal of the Philosophy of Sport”, 35, 111-119.
- Hurka, T. (2006). Games and the Good, Part I. “Proceedings of the Aristotelian Society 80” (Suppl.), 217–235.
- McGinn, C. (2012). Truth by Analysis: Games, Names and Philosophy, Oxford University Press.

### Wydanie polskie
- Bernard Suits, Konik Polny. Gry, życie i utopia, Filip Kobiela (tłum.), Warszawa: Aletheia, 2016, ISBN 978-83-65680-04-4.